# Climber (jeu vidéo)
Pour les articles homonymes, voir Climber.
 (juillet 2024).
Si vous disposez d'ouvrages ou d'articles de référence ou si vous connaissez des sites web de qualité traitant du thème abordé ici, merci de compléter l'article en donnant les références utiles à sa vérifiabilité et en les liant à la section « Notes et références ».
Climber est un jeu électronique à cristaux liquide sorti en juillet 1986 en version Crystal Screen. C'est la version Game & Watch du jeu Ice Climber, et dont la version Nintendo 64 fut annulée.